# Якобикерк
Якобикерк (нидерл. Jacobikerk) — средневековая церковь святого Иакова в городе Утрехт, Нидерланды. Первоначально это была одна из четырёх средневековых приходских церквей города (другими были Бюркерк, Николайкерк и Гертекерк). После Реформации перешла во владение Голландской реформатской церкви, ныне Протестантской церкви Нидерландов. В XV веке Алит Пончанс более 30 лет прожила отшельником в стенах церкви. Подвал, в котором она пребывала, всё ещё существует.

## История
Покровителем Якобикерк был Иаков Старший, и паломники посещали церковь по пути в Сантьяго-де-Компостела. Сегодня флюгер в форме Гребешка святого Якоба на башне, а также многочисленные гребешки церкви всё ещё напоминают нам об этом прошлом.
Церковь возникла в небольшом торговом посёлке на рукаве Рейна, к северу от торгового района Стату, который был включён в состав Утрехта в XII веке. Церковь была впервые упомянута в 1173 году. Нынешнее здание было построено в конце XIII века. Церковь поэтапно расширялась между 1330 и 1460 годами для размещения постоянно растущего населения. Башня была построена около 1400 года вместе с окружающими нефами и в 1410 году получила высокий шпиль. Самые старые части церкви датируются XIII веком, но нынешняя форма церкви с огромной аркой, выполненная полностью из камня, датируется XV веком.
В 1566 году иконоборчество пришло в Якобикерк. Непосредственно перед этим новая хоровая ширма в стиле Ренессанс была заказана у антверпенского медника Яна де Клерка. Во время восстания и осады Вреденбургского замка в 1576—1577 годах, южная и западная стороны башни были повреждены в результате обстрела. В эти неспокойные времена Хюберт Дёйфхёйс, бывший католический пастор, был пастором Якобигементе. В 1580 году церковь стала окончательно протестантской.
Очень тонкий шпиль, достигающий 80 м, рухнул во время летнего шторма 1 августа 1674 года. Также был утрачен карильон около 1650 года, принадлежащий братьям Хемони. Шпиль обвалился вместе с крышей, унеся за собой каменную арку и каменное хранилище. Хранилище не было восстановлено впоследствии, а только заменено деревянным потолком, который находится там и по сей день. Большие балки этого потолка могли быть перенесены из рухнувшего нефа Домского собора. шпиль также не был восстановлен, а был заменён низкой крышей в форме шатра. Эта крыша была сплющена и выровнена в 1812 году, чтобы служить сигнальным постом для французской армии.
Новый шпиль был построен только в 1953 году, значительно более низкий, чем утерянный оригинал. Башня сейчас 63 м. В 1975—1976 годах церковь вместе с пятью старыми церквями была полностью восстановлена и реконструирована.
Церковь в настоящее время используется протестантским муниципалитетом Утрехта.

## Экстерьер
На южной стороне церкви можно увидеть самые старые до сих пор существующие солнечные часы в Нидерландах, датированные 1463 годом. Это, следовательно, на сегодняшний момент одни из старейших солнечных часов в Европе. Солнечные часы XVIII века расположены на южном верхнем фасаде трансепта. В башне пять колоколов, самый большой из которых — Сальватор весом 4000 кг — был изготовлен в 1479 году Стивеном Бютендиком. Другие датируются XX веком.

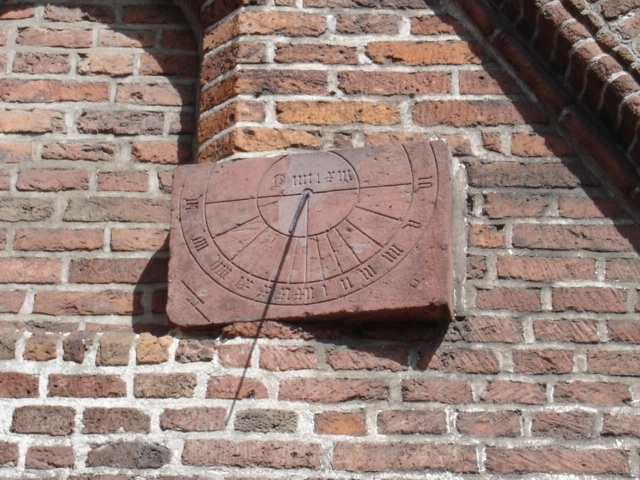
Солнечные часы на южной стороне церкви

На южной стене храма в полостной стене трансепта сохранилась маленькая комнатка. Между 1460 и 1490 годами здесь жила отшельником Алит Пончанс. Отшельников было больше в позднесредневековом Утрехте. Самым известным из них был Сюстер Берткен, заточивший себя в соседнюю церковь.

## Интерьер
Центральная часть главного хора выполнена в стиле Ренессанс в XVI веке в антверпенском литейном цехе Яна де Клерка. Дубовая кафедра датируется примерно 1560 годом. Забор перед часовней Андреаса сделал медник Ян ван ден Энде. Он окрашен в цвета герба семьи ван Эк. На ней из дерева и железа изображён 22-й псалом. Купель крещения от утрехтского скульптора Питера д’Хонта была установлена в 1976 году.
Самые старые части органа датируются примерно 1510 годом, они были сделаны Герритом Питерсом. Болшая часть труб была заменена в 1742 году Рудольфом Гаррелсом. Корпус органа в его нынешнем виде является в основном творением Авраама Меера 1819—1823 годов. Приьор имеет 33 регистра: 13 на основной работе, 15 на задней положительной и 5 на педали.

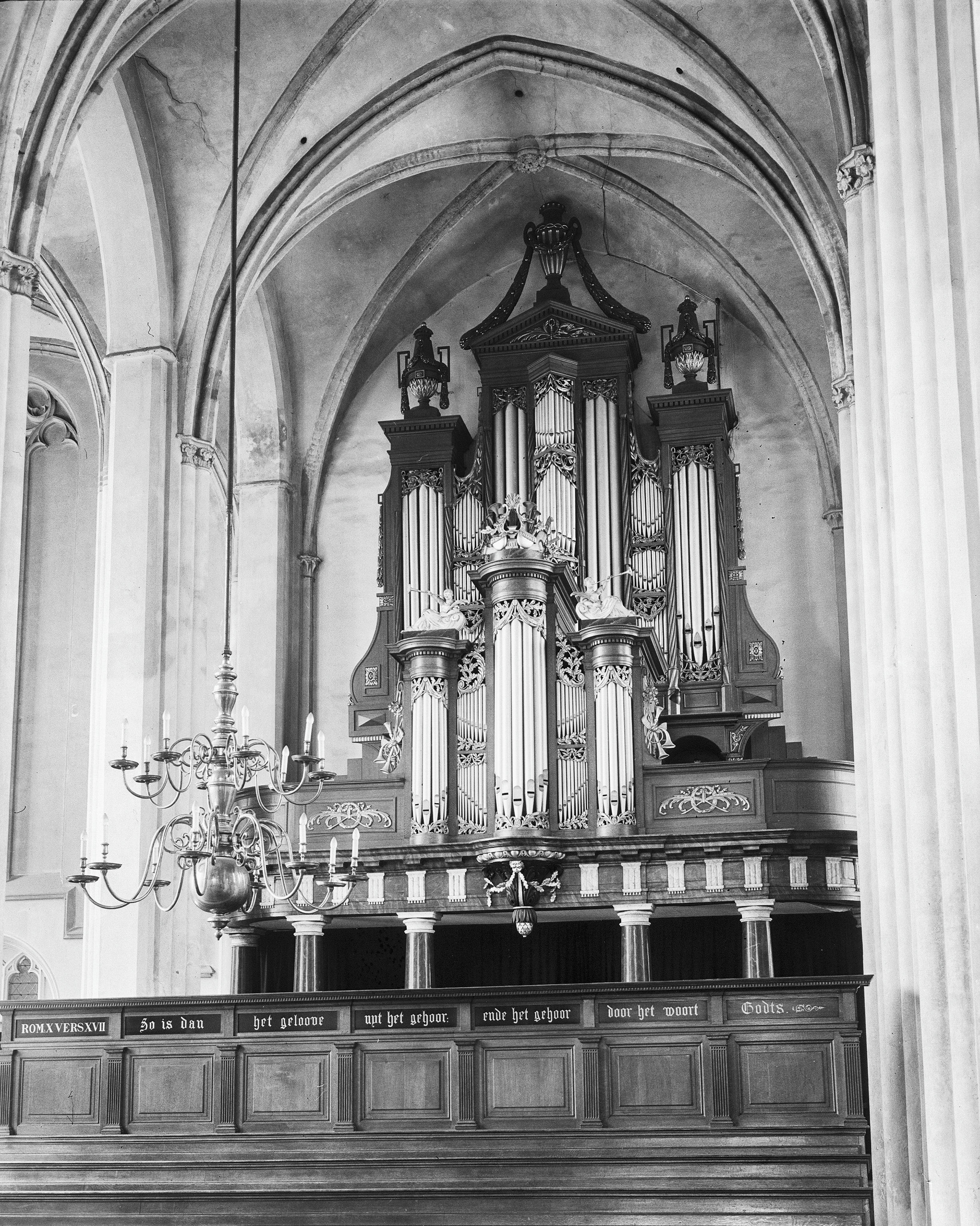
Орган в церкви Якобикерк